# Australië op de Olympische Zomerspelen 1996
Australië nam deel aan de Olympische Zomerspelen 1996 in Atlanta, Verenigde Staten. 

## Medailleoverzicht
| Medaille | Olympiër | Sport         | Onderdeel                     |
| -------- | --- | ------------- | ----------------------------- |
| Goud     | Clover Maitland Danni Roche Liane Tooth Alyson Annan Juliet Haslam Jenny Morris Louise Dobson Lisa Powell Karen Marsden Kate Starre Renita Farrell Jackie Pereira Nova Peris-Kneebone Rechelle Hawkes Katrina Powell Michelle Andrews                                                                       | Hockey        | dames                         |
| Goud     | Wendy Schaeffer Phillip Dutton Andrew Hoy Gillian Rolton | Paardensport  | eventing team                 |
| Goud     | Drew Ginn James Tomkins Nicholas Green Michael McKay | Roeien        | vier-zonder-stuurman (m)      |
| Goud     | Megan Still Kate Slatter | Roeien        | twee-zonder-stuurvrouw (v)    |
| Goud     | Michael Diamond | Schietsport   | trap (m)                      |
| Goud     | Russell Mark | Schietsport   | dubbeltrap (m)                |
| Goud     | Todd Woodbridge Mark Woodforde | Tennis        | dubbelspel (m)                |
| Goud     | Kieren Perkins | Zwemmen       | 1500 m vrije slag (m)         |
| Goud     | Susie O'Neill | Zwemmen       | 200 m vlinderslag (v)         |
| Zilver   | Cathy Freeman | Atletiek      | 400m (v)                      |
| Zilver   | Louise McPaul | Atletiek      | speerwerpen (v)               |
| Zilver   | Robert Scott David Weightman | Roeien        | twee-zonder (m)               |
| Zilver   | Michelle Ferris | Wielersport   | sprint (v)                    |
| Zilver   | Mitch Booth Andrew Landenberger | Zeilen        | tornado (m)                   |
| Zilver   | Daniel Kowalski | Zwemmen       | 1500m vrije slag (m)          |
| Zilver   | Scott Miller | Zwemmen       | 100m vlinderslag (m)          |
| Zilver   | Petria Thomas | Zwemmen       | 200m vlinderslag (v)          |
| Zilver   | Helen Denman Angela Kennedy Susie O'Neill Samantha Riley Sarah Ryan Nicole Stevenson | Zwemmen       | 4x100m wisselslag (v)         |
| Brons    | Carla Boyd Michelle Brogan Sandy Brondello Michelle Chandler Trisha Fallon Robyn Maher Fiona Robinson Shelley Sandie Rachael Sporn Michele Timms Allison Tranquilli Jenny Whittle | Basketbal     | vrouwen                       |
| Brons    | Stuart Carruthers Baeden Choppy Stephen Davies Damon Diletti Lachlan Dreher Lachlan Elmer Brendan Garard Paul Gaudoin Mark Hager Paul Lewis Grant Smith Matthew Smith Daniel Sproule Jay Stacy Michael York Ken Wark                                                                                        | Hockey        | mannen                        |
| Brons    | Stefan Botev | Gewichtheffen | +108kg (m)                    |
| Brons    | Clint Robinson | Kanovaren     | K-1 1000m (m)                 |
| Brons    | Danny Collins Andrew Trim | Kanovaren     | K-2 500m (m)                  |
| Brons    | Katrin Borchert Anna Wood | Kanovaren     | K-2 500m (v)                  |
| Brons    | Anthony Edwards Bruce Hick | Roeien        | lichte dubbel-twee (m)        |
| Brons    | Duncan Free Bo Hanson Janusz Hooker Ron Snook | Roeien        | dubbel-vier (m)               |
| Brons    | Rebecca Joyce Virginia Lee | Roeien        | lichte dubbel-twee (v)        |
| Brons    | Deserie Huddleston | Schietsport   | trap (v)                      |
| Brons    | Natalie Cook Kerri Ann Pottharst | Volleybal     | beach (v)                     |
| Brons    | Belinda Ashworth Joanne Brown Kim Cooper Carolyn Crudgington Kerry Dienelt Peta Edebone Suzanne Fairhurst Tanya Harding Jennifer Holliday Joyce Lester Sally McDermid Francine McRae Malina Milson Tracey Mosley Haylea Petrie Nicole Richardson Melanie Roche Natalie Titcume Natalie Ward, Brooke Wilkins | Softbal       | vrouwen                       |
| Brons    | Bradley McGee | Wielersport   | individuele achtervolging (m) |
| Brons    | Bradley McGee Stuart O'Grady Tim O'Shannessey Dean Woods | Wielersport   | ploegenachtervolging (m)      |
| Brons    | Stuart O'Grady | Wielersport   | puntenkoers (m)               |
| Brons    | Lucy Tyler-Sharman | Wielersport   | puntenkoers (v)               |
| Brons    | Colin Beashel David Giles | Zeilen        | star (m)                      |
| Brons    | Daniel Kowalski | Zwemmen       | 200m vrije slag (m)           |
| Brons    | Daniel Kowalski | Zwemmen       | 400m vrije slag (m)           |
| Brons    | Scott Goodman | Zwemmen       | 200m vlinderslag (m)          |
| Brons    | Steven Dewick Toby Haenen Michael Klim Scott Miller Phil Rogers | Zwemmen       | 4x100m wisselslag (m)         |
| Brons    | Samantha Riley | Zwemmen       | 100m schoolslag (v)           |
| Brons    | Julia Greville Emma Johnson Lise Mackie Susie O'Neill Nicole Stevenson | Zwemmen       | 4x200m vrije slag (v)         |

## Deelnemers en resultaten
(m) = mannen, (v) = vrouwen

### Atletiek
| Olympiër                                                          | Discipline               | Resultaat | Prestatie |
| ----------------------------------------------------------------- | ------------------------ | --------- | --- |
| Paul Henderson                                                    | 100m (m)                 | 56e       | serie 8: 5e in 10,52 |
| Rod Mapstone                                                      | 100m (m)                 | 60e       | serie 6: 6e in 10,56 |
| Steve Brimacombe                                                  | 200m (m)                 | 9e        | serie 1: 4e in 20,45 kwartfinale 3: 3e in 20,53 halve finale 2: 5e in 20,38 |
| Dean Capobianco                                                   | 200m (m)                 | 35e       | serie 8: 4e in 20,76 kwartfinale 2: 7e in 21,03 |
| Paul Greene                                                       | 400m (m)                 | 29e       | serie 3: 3e in 46,12 kwartfinale 3: 8e in 46,22 |
| Michael Joubert                                                   | 400m (m)                 | 35e       | serie 1: 5e in 46,30 |
| Mark Ladbrook                                                     | 400m (m)                 | 34e       | serie 8: 5e in 46,28 |
| Paul Byrne                                                        | 800m (m)                 | 16e       | serie 7: 3e in 1.47,05 halve finale 1: 6e in 1.47,58 |
| Paul Cleary                                                       | 1500m (m)                | 51e       | serie 5: 11e in 3.52,85 |
| Shaun Creighton                                                   | 5000m (m)                | 21e       | serie 1: 5e in 14.04,08 halve finale 1: 14e in 13.55,32 |
| Julian Paynter                                                    | 5000m (m)                | 27e       | serie 2: 11e in 14.00,25 halve finale 2: 12e in 14.23,60 |
| Shaun Creighton                                                   | 10000m (m)               | 25e       | serie 2: 13e in 28.44,29 |
| Kyle Vander-Kuyp                                                  | 110m horden (m)          | 7e        | serie 7: 1e in 13,32 kwartfinale 4: 3e in 13,49 halve finale 1: 4e in 13,38 finale: 7e in 13,40 |
| Simon Hollingsworth                                               | 400m horden (m)          | 51e       | serie 4: 8e in 52,16 |
| Rohan Robinson                                                    | 400m horden (m)          | 5e        | serie 3: 2e in 48,89 halve finale 2: 4e in 48,28 finale: 5e in 48,30 |
| Chris Unthank                                                     | 3000m steeplechase (m)   | 13e       | serie 3: 8e in 8.31,86 halve finale 2: 8e in 8.25,59 |
| Steve Brimacombe Tim Jackson Paul Henderson Rod Mapstone          | 4x100m (m)               | DSQ       | serie 5: 1e in 38,93 halve finale 2: gediskwalificeerd |
| Paul Greene Michael Joubert Mark Ladbrook Cameron Mackenzie       | 4x400m (m)               | 12e       | serie 1: 4e in 3.03,73 halve finale 1: 7e in 3.04,55 |
| Rod de Highden                                                    | marathon (m)             | 23e       | 2:17.42 |
| Steve Moneghetti                                                  | marathon (m)             | 7e        | 2:14.35 |
| Sean Quilty                                                       | marathon (m)             | 34e       | 2:19.35 |
| Nick A'Hern                                                       | 20km snelwandelen (m)    | 4e        | 1:20.31 |
| Dion Russell                                                      | 20km snelwandelen (m)    | 47e       | 1:30,04 |
| Simon Baker                                                       | 50km snelwandelen (m)    | DSQ       | gediskwalificeerd |
| Duane Cousins                                                     | 50km snelwandelen (m)    | DNF       | niet gefinisht |
| Andrew Murphy                                                     | hink-stap-springen (m)   | 34e       | kwalificatie groep A: 15e met 16,00m |
| Chris Anderson                                                    | hoogspringen (m)         | 27e       | kwalificatie groep A: 14e met 2,15m |
| Tim Forsyth                                                       | hoogspringen (m)         | 7e        | kwalificatie groep B: 1e met 2,28m finale: 7e met 2,32m |
| Simon Arkell                                                      | polsstokhoogspringen (m) | DNF       | kwalificatie groep B: geen geldige poging |
| Jim Miller                                                        | polsstokhoogspringen (m) | 16e       | kwalificatie groep A: 8e met 5,60m |
| Andrew Curry                                                      | speerwerpen (m)          | 21e       | kwalificatie groep B: 10e met 77,28m |
| Sean Carlin                                                       | kogelslingeren (m)       | 25e       | kwalificatie groep B: 13e met 73,32m |
| Scott Ferrier                                                     | tienkamp (m)             | DNF       | 100m: 35e in 11,26 (804 punten) verspringen: 35e met 6,61m (723 punten) kogelstoten: 35e met 12,57m (641 punten) |
| Peter Winter                                                      | tienkamp (m)             | DNF       | 100m: 12e in 10,85 (894 punten) verspringen: geen geldige poging (0 punten) kogelstoten: 29e met 13,43m (693 punten) |
|                                                                   |                          |           | |
| Cathy Freeman                                                     | 200m (v)                 | 11e       | serie 3: 3e in 23,25 kwartfinale 3: 4e in 22,74 halve finale 1: 6e in 22,78 |
| Melinda Gainsford-Taylor                                          | 200m (v)                 | 10e       | serie 2: 2e in 22,70 kwartfinale 1: 3e in 22,91 halve finale 2: 5e in 22,76 |
| Cathy Freeman                                                     | 400m (v)                 | Zilver    | serie 7: 2e in 51,99 kwartfinale 1: 1e in 50,43 halve finale 1: 1e in 50,32 finale: 2e in 48,63 |
| Lee Naylor                                                        | 400m (v)                 | 32e       | serie 3: 4e in 52,53 kwartfinale 4: 8e in 53,75 |
| Renée Poetschka                                                   | 400m (v)                 | 15e       | serie 1: 4e in 51,55 kwartfinale 3: 4e in 51,33 halve finale 2: 7e in 51,49 |
| Lisa Lightfoot                                                    | 800m (v)                 | 25e       | serie 4: 6e in 2.02,88 |
| Marg Crowley                                                      | 1500m (v)                | 5e        | serie 3: 4e in 4.07,51 halve finale 2: 3e in 4.06,21 finale: 5e in 4.03,79 |
| Kate Anderson-Richardson                                          | 5000m (v)                | 42e       | serie 1: 14e in 16.17,83 |
| Natalie Harvey                                                    | 5000m (v)                | 41e       | serie 2: 14e in 16.06,45 |
| Carolyn Schuwalow                                                 | 5000m (v)                | DNS       | niet gestart |
| Sue Hobson                                                        | 10000m (v)               | 17e       | serie 2: 12e in 32.25,13 finale: 17e in 32.47,71 |
| Kylie Risk                                                        | 10000m (v)               | DNF       | serie 1: niet gefinisht |
| Sharon Cripps Kylie Hanigan Lauren Hewitt Jodi Lambert            | 4x100m (v)               | 7e        | serie 1: 3e in 43,75 finale: 7e in 43,70 |
| Melinda Gainsford-Taylor Kylie Hanigan Lee Naylor Renée Poetschka | 4x400m (v)               | 11e       | serie 2: 6e in 3.33,78 |
| Sue Malaxos                                                       | marathon (v)             | 57e       | 2:50.46 |
| Lisa Martin-Ondieki                                               | marathon (v)             | DNF       | niet gefinisht |
| Kerryn McCann                                                     | marathon (v)             | 28e       | 2:36.41 |
| Anne Manning                                                      | 10km snelwandelen (v)    | 19e       | 45.27 |
| Jane Saville                                                      | 10km snelwandelen (v)    | 26e       | 45.56 |
| Kerry Saxby-Junna                                                 | 10km snelwandelen (v)    | 12e       | 43.59 |
| Nicole Boegman-Staines                                            | verspringen (v)          | 7e        | kwalificatie groep A: 8e met 6,67m finale: 7e met 6,73m |
| Alison Inverarity                                                 | hoogspringen (v)         | DNF       | kwalificatie groep B: geen geldige sprong |
| Daniela Costian                                                   | discuswerpen (v)         | 14e       | kwalificatie groep A: 6e met 61,66m |
| Lisa-Marie Vizaniari                                              | discuswerpen (v)         | 8e        | kwalificatie groep B: 4e met 63,00m finale: 8e met 62,48m |
| Louise McPaul-Currey                                              | speerwerpen (v)          | Zilver    | kwalificatie groep B: 3e met 62,32m finale: 2e met 65,54m |
| Jo Stone                                                          | speerwerpen (v)          | 16e       | kwalificatie groep A: 9e met 58,54m |
| Jane Jamieson                                                     | zevenkamp (v)            | 20e       | 100m horden: 27e in 14,57 (899 punten) hoogspringen: 7e met 1,80m (978 punten) kogelstoten: 13e met 13,64m (770 punten) 200m: 26e in 25,70 (824 punten) verspringen: 20e met 5,93m (828 punten) speerwerpen: 12e met 44,58m (755 punten) 800m: 17e in 2.18,60 (843 punten) totaal: 5897 punten |

### Badminton
| Olympiër                      | Discipline     | Resultaat | Prestatie                                                                                       |
| ----------------------------- | -------------- | --------- | ----------------------------------------------------------------------------------------------- |
| Murray Hocking                | enkelspel (m)  | 33e       | 1e ronde: V van CAN Sydie: 9-15, 9-15                                                           |
| Peter Blackburn Paul Straight | dubbelspel (m) | 9e        | 1e ronde: W van MRI Beehary/Clarisse: 15-3, 15-7 2e ronde: V van CHN Zhangzhong/Xin: 7-15, 9-15 |
|                               |                |           |                                                                                                 |
| Lisa Campbell                 | enkelspel (v)  | 33e       | 1e ronde: V van GBR Morgan: 1-11, 5-11                                                          |
| Yang Song                     | enkelspel (v)  | 33e       | 1e ronde: V van JPN Mizui: 0-11, 11-8, 7-11                                                     |
| Rhonda Cator Amanda Hardy     | dubbelspel (v) | 17e       | 1e ronde: V van INA Tampi/Finarsih: 9-15, 4-15                                                  |
|                               |                |           |                                                                                                 |
| Lisa Campbell Murray Hocking  | dubbelspel (g) | 17e       | 1e ronde: V van CHN Xiaoqiang/Xiaoyuan: 4-15, 5-15                                              |

### Basketbal

#### Mannen
| Olympiër | Discipline | Resultaat | Prestatie |
| --- | ---------- | --------- | --- |
| Ray Borner Mark Bradtke John Dorge Scott Fisher Andrew Gaze Shane Heal Tonny Jensen Sam MacKinnon Brett Maher Pat Reidy Tony Ronaldson Andrew Vlahov | mannen     | 4e        | groepsfase: 2e W van Zuid-Korea: 111-88 V van Joegoslavië: 68-91 W van Brazilië: 109-101 W van Puerto Rico: 101-96 W van Griekenland: 103-62 kwartfinale: W van Kroatië: 73-71 halve finale: V van Verenigde Staten: 73-101 bronzen finale: V van Litouwen: 74-80 |

| Groep B |             |             |             |             |            |            |            |        |
| #       | Land        | Wedstrijden | Wedstrijden | Wedstrijden | Doelpunten | Doelpunten | Doelpunten | Punten |
| #       | Land        | G           | W           | V           | V          | T          | Saldo      | Punten |
| 1       | Joegoslavië | 5           | 5           | 0           | 478        | 364        | +114       | 10     |
| 2       | Australië   | 5           | 4           | 1           | 492        | 438        | +54        | 9      |
| 3       | Griekenland | 5           | 3           | 2           | 402        | 416        | -14        | 8      |
| 4       | Brazilië    | 5           | 2           | 3           | 498        | 494        | +4         | 7      |
| 5       | Puerto Rico | 5           | 1           | 4           | 447        | 465        | -18        | 6      |
| 6       | Zuid-Korea  | 5           | 0           | 5           | 422        | 562        | -140       | 5      |

| Ronde          | Datum   | Plaats      | Land    | Score            | Land |
| -------------- | ------- | ----------- | ------- | ---------------- | ---- |
| Groepsfase     |         |             |         |                  |      |
| 20 juli        | Atlanta | Australië   | 111-88  | Zuid-Korea       |      |
| 22 juli        | Atlanta | Joegoslavië | 91-68   | Australië        |      |
| 24 juli        | Atlanta | Australië   | 109-101 | Brazilië         |      |
| 26 juli        | Atlanta | Puerto Rico | 96-101  | Australië        |      |
| 28 juli        | Atlanta | Australië   | 103-62  | Griekenland      |      |
| Kwartfinale    |         |             |         |                  |      |
| 30 juli        | Atlanta | Australië   | 73-71   | Kroatië          |      |
| Halve finale   |         |             |         |                  |      |
| 1 augustus     | Atlanta | Australië   | 73-101  | Verenigde Staten |      |
| Bronzen finale |         |             |         |                  |      |
| 3 augustus     | Atlanta | Litouwen    | 80-74   | Australië        |      |

#### Vrouwen
| Olympiër | Discipline | Resultaat | Prestatie |
| --- | ---------- | --------- | --- |
| Carla Boyd Michelle Brogan-Griffiths Sandy Brondello Michelle Chandler Allison Cook-Tranquilli Trish Fallon Shelley Gorman-Sandie Robyn Maher Fiona Robinson-Hannan Rachael Sporn Michele Timms Jenny Whittle | vrouwen    | Brons     | groepsfase: 3e W van Zuid-Korea: 76-61 W van Zaïre: 91-45 W van Cuba: 75-63 V van Verenigde Staten: 79-96 V van Oekraïne: 48-54 kwartfinale: W van Rusland: 74-70 halve finale: V van Verenigde Staten: 71-93 bronzen finale: W van Oekraïne: 66-56 |

| Groep B |                  |             |             |             |            |            |            |        |
| #       | Land             | Wedstrijden | Wedstrijden | Wedstrijden | Doelpunten | Doelpunten | Doelpunten | Punten |
| #       | Land             | G           | W           | V           | V          | T          | Saldo      | Punten |
| 1       | Verenigde Staten | 5           | 5           | 0           | 507        | 339        | +168       | 10     |
| 2       | Oekraïne         | 5           | 3           | 2           | 354        | 358        | -4         | 8      |
| 3       | Australië        | 5           | 3           | 2           | 369        | 319        | +50        | 8      |
| 4       | Cuba             | 5           | 2           | 3           | 365        | 377        | -12        | 7      |
| 5       | Zuid-Korea       | 5           | 2           | 3           | 347        | 389        | -42        | 7      |
| 6       | Zaïre            | 5           | 0           | 5           | 287        | 447        | -160       | 5      |

| Ronde          | Datum   | Plaats     | Land  | Score            | Land |
| -------------- | ------- | ---------- | ----- | ---------------- | ---- |
| Groepsfase     |         |            |       |                  |      |
| 21 juli        | Atlanta | Zuid-Korea | 61-76 | Australië        |      |
| 23 juli        | Atlanta | Australië  | 91-45 | Zaïre            |      |
| 25 juli        | Atlanta | Cuba       | 63-75 | Australië        |      |
| 27 juli        | Atlanta | Australië  | 76-96 | Verenigde Staten |      |
| 29 juli        | Atlanta | Oekraïne   | 54-48 | Australië        |      |
| Kwartfinale    |         |            |       |                  |      |
| 31 juli        | Atlanta | Rusland    | 70-74 | Australië        |      |
| Halve finale   |         |            |       |                  |      |
| 2 augustus     | Atlanta | Australië  | 71-93 | Verenigde Staten |      |
| Bronzen finale |         |            |       |                  |      |
| 4 augustus     | Atlanta | Oekraïne   | 56-66 | Australië        |      |

### Boksen
| Olympiër         | Discipline  | Resultaat | Prestatie                                                                |
| ---------------- | ----------- | --------- | ------------------------------------------------------------------------ |
| Hussy Hussein    | -51kg (m)   | 9e        | 1e ronde: W van ITA Molaro: 11-8 2e ronde: V van IRL Kelly: 20-27        |
| James Swan       | -54kg (m)   | 17e       | 1e ronde: V van TUN Riadh: 4-14                                          |
| Robbie Peden     | -57kg (m)   | 9e        | 1e ronde: W van MAR Achik: 15-7 2e ronde: V van BUL Todorov: 8-20        |
| Lee Trautsch     | -63,5kg (m) | 17e       | 1e ronde: V van TUN Missaoui: 9-25                                       |
| Lynden Hosking   | -67kg (m)   | 17e       | 1e ronde: V van KAZ Smanov: knock-out                                    |
| Richard Rowles   | -71kg (m)   | 17e       | 1e ronde: V van HUN Mizsei: 2-10                                         |
| Justann Crawford | -75kg (m)   | 9e        | 1e ronde: W van NAM Shibute: 12-3 2e ronde: V van RUS Lebziak: knock-out |
| Rick Timperi     | -81kg (m)   | 9e        | 1e ronde: V van GER Ulrich: 7-21                                         |

### Boogschieten
| Olympiër                                    | Discipline      | Resultaat | Prestatie |
| ------------------------------------------- | --------------- | --------- | --- |
| Simon Fairweather                           | individueel (m) | 52e       | plaatsingsronde: 20e met 660 punten 1e ronde: V van FRA Torres: 154-165 |
| Jackson Fear                                | individueel (m) | 35e       | plaatsingsronde: 8e met 671 punten 1e ronde: V van TPE Sheng-Feng: 162-164 |
| Matthew Gray                                | individueel (m) | 26e       | plaatsingsronde: 18e met 663 punten 1e ronde: W van CHN Jun: 162-158 2e ronde: V van USA Johnson: 157-164                                                                           |
| Simon Fairweather Jackson Fear Matthew Gray | team (m)        | 4e        | plaatsingsronde: 6e met 1994 punten 1e ronde: W van China: 243-240 kwartfinale: W van Zweden: 253-241 halve finale: V van Zuid-Korea: 234-250 bronzen finale: V van Italië: 244-248 |
|                                             |                 |           | |
| Deonne Bridger                              | individueel (v) | 57e       | plaatsingsronde: 50e met 615 punten 1e ronde: V van GBR Williamson: 141-156 |
| Myfanwy Matthews                            | individueel (v) | 48e       | plaatsingsronde: 49e met 616 punten 1e ronde: V van CHN Jianping: 150-159 |

### Gewichtheffen
| Olympiër              | Discipline | Resultaat | Prestatie                                                      |
| --------------------- | ---------- | --------- | -------------------------------------------------------------- |
| Johnny Nguyen         | -54kg (m)  | 17e       | trekken: 18e met 100kg stoten: 15e met 132,5kg totaal: 232,5kg |
| Yuri Sarkisyan        | -59kg (m)  | 7e        | trekken: 10e met 125kg stoten: 7e met 155kg totaal: 280kg      |
| Damian Brown          | -76kg (m)  | 17e       | trekken: 17e met 140kg stoten: 15e met 175kg totaal: 315kg     |
| Kiril Kounev          | -83kg (m)  | 4e        | trekken: 2e met 170kg stoten: 5e met 200kg totaal: 370kg       |
| Harvey Goodman        | -91kg (m)  | 16e       | trekken: 19e met 157,5kg stoten: 13e met 200kg totaal: 357,5kg |
| Stefan Botev Khristov | +108kg (m) | Brons     | trekken: 1e met 200kg stoten: 3e met 250kg totaal: 450kg       |
| Steve Kettner         | +108kg (m) | 15e       | trekken: 15e met 170kg stoten: 14e met 205kg totaal: 375kg     |

### Gymnastiek
| Olympiër                                                                                     | Discipline               | Resultaat | Prestatie                                                          |
| -------------------------------------------------------------------------------------------- | ------------------------ | --------- | ------------------------------------------------------------------ |
| Brennon Dowrick                                                                              | meerkamp individueel (m) | 35e       | kwalificatie: 45e met 110,500 punten finale: 35e met 46,900 punten |
| Bret Hudson                                                                                  | meerkamp individueel (m) | 51e       | kwalificatie: 51e met 110,162 punten                               |
|                                                                                              |                          |           |                                                                    |
| Joanna Hughes                                                                                | meerkamp individueel (v) | 34e       | kwalificatie: 43e met 74,536 punten finale: 34e met 36,568 punten  |
| Nicole Kantek                                                                                | meerkamp individueel (v) | 88e       | kwalificatie: 88e met 55,798 punten                                |
| Kirsty Leigh-Brown                                                                           | meerkamp individueel (v) | 104e      | kwalificatie: 104e met 27,900 punten                               |
| Ruth Moniz                                                                                   | meerkamp individueel (v) | 35e       | kwalificatie: 44e met 74,499 punten finale: 35e met 36,418 punten  |
| Lisa Moro                                                                                    | meerkamp individueel (v) | 77e       | kwalificatie: 77e met 65,948 punten                                |
| Lisa Skinner                                                                                 | meerkamp individueel (v) | 36e       | kwalificatie: 37e met 75,086 punten finale: 36e met 36,199 punten  |
| Jenny Smith                                                                                  | meerkamp individueel (v) | 53e       | kwalificatie: 53e met 73,921 punten                                |
| Joanna Hughes Nicole Kantek Kirsty Leigh-Brown Ruth Moniz Lisa Moro Lisa Skinner Jenny Smith | meerkamp team (v)        | 10e       | 375,415 punten                                                     |

### Hockey

#### Mannen
| Olympiër | Discipline | Resultaat | Prestatie |
| --- | ---------- | --------- | --- |
| Baeden Choppy Stuart Carruthers Stephen Davies Damon Diletti Lachlan Dreher Lachlan Elmer Brendan Garard Paul Gaudoin Mark Hager Paul Lewis Grant Smith Matthew Smith Daniel Sproule Jay Stacy Ken Wark Michael York | mannen     | Brons     | groepsfase: 2e G tegen Zuid-Afrika: 1-1 W van Zuid-Korea: 3-2 V van Nederland: 2-3 W van Maleisië: 5-1 W van Groot-Brittannië: 2-0 halve finale: V van Spanje: 1-2 bronzen finale: W van Duitsland: 3-2 |

| Groep B |                  |             |             |             |             |            |            |            |        |
| #       | Land             | Wedstrijden | Wedstrijden | Wedstrijden | Wedstrijden | Doelpunten | Doelpunten | Doelpunten | Punten |
| #       | Land             | G           | W           | G           | V           | V          | T          | Saldo      | Punten |
| 1       | Nederland        | 5           | 4           | 1           | 0           | 14         | 6          | +8         | 9      |
| 2       | Australië        | 5           | 3           | 1           | 1           | 13         | 7          | +6         | 7      |
| 3       | Groot-Brittannië | 5           | 1           | 3           | 1           | 8          | 8          | 0          | 5      |
| 4       | Zuid-Korea       | 5           | 1           | 2           | 2           | 12         | 13         | -1         | 4      |
| 5       | Zuid-Afrika      | 5           | 0           | 3           | 2           | 7          | 12         | -5         | 3      |
| 6       | Maleisië         | 5           | 0           | 2           | 3           | 7          | 15         | -8         | 2      |

| Ronde          | Datum   | Plaats           | Land | Score      | Land |
| -------------- | ------- | ---------------- | ---- | ---------- | ---- |
| Groepsfase     |         |                  |      |            |      |
| 21 juli        | Atlanta | Zuid-Afrika      | 1-1  | Australië  |      |
| 23 juli        | Atlanta | Australië        | 3-2  | Zuid-Korea |      |
| 25 juli        | Atlanta | Nederland        | 3-2  | Australië  |      |
| 27 juli        | Atlanta | Maleisië         | 1-5  | Australië  |      |
| 29 juli        | Atlanta | Groot-Brittannië | 0-2  | Australië  |      |
| Halve finale   |         |                  |      |            |      |
| 31 juli        | Atlanta | Spanje           | 2-1  | Australië  |      |
| Bronzen finale |         |                  |      |            |      |
| 2 augustus     | Atlanta | Australië        | 3-2  | Duitsland  |      |

#### Vrouwen
| Olympiër | Discipline | Resultaat | Prestatie |
| --- | ---------- | --------- | --- |
| Michelle Andrews Alyson Annan Louise Dobson Renita Farrell Juliet Haslam Rechelle Hawkes Clover Maitland Karen Marsden Jenny Morris Jackie Pereira Nova Peris-Kneebone Lisa Powell Katrina Powell Danni Roche Kate Starre Liane Tooth | mannen     | Goud      | groepsfase: 1e W van Spanje: 4-0 W van Argentinië: 7-1 W van Duitsland: 1-0 G tegen Zuid-Korea: 3-3 W van Groot-Brittannië: 1-0 W van Verenigde Staten: 4-0 W van Nederland: 4-0 finale: W van Zuid-Korea: 2-1 |

| Groep A |                  |             |             |             |             |            |            |            |        |
| #       | Land             | Wedstrijden | Wedstrijden | Wedstrijden | Wedstrijden | Doelpunten | Doelpunten | Doelpunten | Punten |
| #       | Land             | G           | W           | G           | V           | V          | T          | Saldo      | Punten |
| 1       | Australië        | 7           | 6           | 1           | 0           | 24         | 4          | +20        | 13     |
| 2       | Zuid-Korea       | 7           | 4           | 1           | 2           | 18         | 9          | +9         | 10     |
| 3       | Groot-Brittannië | 7           | 3           | 2           | 2           | 12         | 11         | +1         | 8      |
| 4       | Nederland        | 7           | 3           | 2           | 2           | 15         | 15         | 0          | 8      |
| 5       | Verenigde Staten | 7           | 2           | 2           | 3           | 8          | 11         | -3         | 6      |
| 6       | Duitsland        | 7           | 2           | 1           | 4           | 10         | 11         | -1         | 5      |
| 7       | Argentinië       | 7           | 2           | 1           | 4           | 7          | 21         | -14        | 5      |
| 8       | Spanje           | 7           | 0           | 1           | 6           | 5          | 17         | -12        | 1      |

| Ronde      | Datum   | Plaats    | Land | Score            | Land |
| ---------- | ------- | --------- | ---- | ---------------- | ---- |
| Groepsfase |         |           |      |                  |      |
| 20 juli    | Atlanta | Australië | 4-0  | Spanje           |      |
| 22 juli    | Atlanta | Australië | 7-1  | Argentinië       |      |
| 23 juli    | Atlanta | Australië | 1-0  | Duitsland        |      |
| 25 juli    | Atlanta | Australië | 3-3  | Zuid-Korea       |      |
| 26 juli    | Atlanta | Australië | 1-0  | Groot-Brittannië |      |
| 28 juli    | Atlanta | Australië | 4-0  | Verenigde Staten |      |
| 30 juli    | Atlanta | Australië | 4-0  | Nederland        |      |
| Finale     |         |           |      |                  |      |
| 1 augustus | Atlanta | Australië | 2-1  | Zuid-Korea       |      |

### Honkbal
| Olympiër | Discipline | Resultaat | Prestatie |
| --- | ---------- | --------- | --- |
| Scott Dawes Mark Doubleday Steven Hinton Jason Hewitt Stuart Howell David Hynes Sten Lindberg Grant McDonald Andrew McNally John Moore Michael Nakamura Andrew Scott Matthew Sheldon-Collins Simon Sheldon-Collins Stuart Thompson Shane Tonkin Scott Tunkin Richard Vagg Peter Vogler Jeff Williams | mannen     | 7e        | groepsfase: 7e V van Cuba: 9-18 V van Nederland: 6-16 W van Japan: 9-6 V van Italië: 8-12 V van Verenigde Staten: 5-15 V van Nicaragua: 0-10 W van Zuid-Korea: 11-8 |

| Groep B |                  |             |             |             |
| #       | Land             | Wedstrijden | Wedstrijden | Wedstrijden |
| #       | Land             | G           | W           | V           |
| 1       | Cuba             | 7           | 7           | 0           |
| 2       | Verenigde Staten | 7           | 6           | 1           |
| 3       | Japan            | 7           | 4           | 3           |
| 4       | Nicaragua        | 7           | 4           | 3           |
| 5       | Nederland        | 7           | 2           | 5           |
| 6       | Italië           | 7           | 2           | 5           |
| 5       | Australië        | 7           | 2           | 5           |
| 6       | Zuid-Korea       | 7           | 1           | 6           |

| Ronde      | Datum   | Plaats    | Land | Score            | Land |
| ---------- | ------- | --------- | ---- | ---------------- | ---- |
| Groepsfase |         |           |      |                  |      |
| 20 juli    | Atlanta | Cuba      | 19-8 | Australië        |      |
| 22 juli    | Atlanta | Nederland | 16-6 | Australië        |      |
| 23 juli    | Atlanta | Australië | 9-6  | Japan            |      |
| 25 juli    | Atlanta | Italië    | 12-8 | Australië        |      |
| 26 juli    | Atlanta | Australië | 5-15 | Verenigde Staten |      |
| 28 juli    | Atlanta | Australië | 0-10 | Nicaragua        |      |
| 30 juli    | Atlanta | Australië | 11-8 | Zuid-Korea       |      |

### Judo
| Olympiër             | Discipline | Resultaat | Prestatie                                                       |
| -------------------- | ---------- | --------- | --------------------------------------------------------------- |
| Brian Power          | -60kg (m)  | 21e       | 1e ronde: V van MEX Acuña                                       |
| Darren Fagan         | -65kg (m)  | 21e       | 1e ronde: V van CUB Hernández                                   |
| Gabor Szabo          | -78kg (m)  | 21e       | 1e ronde: V van POL Wołkowicz                                   |
| David Wilkinson      | -86kg (m)  | 17e       | 1e ronde: W van AUT Klischin 2e ronde: V van FRA Yandzi         |
| Miklos Szabo         | +95kg (m)  | 21e       | 1e ronde: V van GRE Papaioannou                                 |
|                      |            |           |                                                                 |
| Tina Kirkman         | -48kg (v)  | 19e       | 1e ronde: V van TPE Shu-Chen                                    |
| Cathy Grainger-Brain | -52kg (v)  | 9e        | 1e ronde: vrij 2e ronde: V van FRA Restoux                      |
| Narelle Hill         | -56kg (v)  | 13e       | 1e ronde: V van ESP Fernández herkansingen: V van AZE Guseynova |
| Lara Sullivan        | -61kg (v)  | 20e       | 1e ronde: V van GBR Bell                                        |
| Carly Dixon          | -66kg (v)  | 18e       | 1e ronde: V van CUB Revé                                        |
| Natalie Galea        | -72kg (v)  | 15e       | 1e ronde: vrij 2e ronde: V van VEN Gómez                        |
| Heidi Burnett        | +72kg (v)  | 14e       | 1e ronde: W van USA Rosensteel 2e ronde: V van EGY Hefny        |

### Kanovaren
| Olympiër                                                          | Discipline    | Resultaat | Prestatie                                                                     |
| Slalom                                                            | Slalom        | Slalom    | Slalom                                                                        |
| ----------------------------------------------------------------- | ------------- | --------- | ----------------------------------------------------------------------------- |
| Justin Boocock                                                    | C-1 (m)       | 16e       | 166,96                                                                        |
| John Felton Andrew Wilson                                         | C-2 (m)       | 14e       | 199,06                                                                        |
| Richard Macquire                                                  | K-1 (m)       | 24e       | 153,07                                                                        |
| Matthew Pallister                                                 | K-1 (m)       | 38e       | 179,19                                                                        |
|                                                                   |               |           |                                                                               |
| Mia Farrance                                                      | K-1 (v)       | 14e       | 180,30                                                                        |
| Danielle Woodward                                                 | K-1 (v)       | 12e       | 177,60                                                                        |
| Vlakwater                                                         |               |           |                                                                               |
| Cameron McFadzean                                                 | K-1 500m (m)  | 9e        | serie 2: 2e in 1.42,160 halve finale 2: 4e in 1.41,083 finale: 9e in 1.41,023 |
| Clint Robinson                                                    | K-1 1000m (m) | Brons     | serie 3: 2e in 3.44,768 halve finale 2: 1e in 3.43,657 finale: 3e in 3.29,713 |
| Danny Collins Andrew Trim                                         | K-2 500m (m)  | Brons     | serie 2: 2e in 1.31,433 halve finale 1: 2e in 1.29,937 finale: 3e in 1.29,409 |
| Grant Leury Peter Scott                                           | K-2 1000m (m) | 7e        | serie 3: 1e in 3.40,114 halve finale 1: 5e in 3.19,056 finale: 7e in 3.13,054 |
| Ramon Andersson Paul Lynch Brian Morton Jimmy Walker              | K-4 1000m (m) | 7e        | serie 1: 3e in 3.11,752 halve finale 2: 1e in 3.01,806 finale: 9e in 2.57,560 |
|                                                                   |               |           |                                                                               |
| Katrin Borchert                                                   | K-1 500m (v)  | 7e        | serie 3: 1e in 1.53,767 halve finale 1: 5e in 1.51,142 finale: 7e in 1.50,811 |
| Katrin Borchert Anna Cox-Wood                                     | K-2 500m (v)  | Brons     | serie 3: 2e in 1.43,633 halve finale 2: 2e in 1.43,729 finale: 3e in 1.40,641 |
| Natalie Hunter Lynda Lehmann Yanda Nossiter Shelley Oates-Wilding | K-4 500m (v)  | 8e        | serie 1: 3e in 1.41,185 halve finale 2: 3e in 1.37,905 finale: 8e in 1.34,673 |

### Moderne vijfkamp
| Olympiër          | Discipline | Resultaat | Prestatie |
| ----------------- | ---------- | --------- | --- |
| Alexander Johnson | mannen     | DNF       | schietsport: 2e met 1144 punten zwemmen: 6e met 1300 punten schermen: 29e met 640 punten paardensport: 31e met 613 punten atletiek: niet gestart |

### Paardensport
| Olympiër                                                          | Discipline  | Resultaat | Prestatie |
| Dressuur                                                          | Dressuur    | Dressuur  | Dressuur |
| ----------------------------------------------------------------- | ----------- | --------- | --- |
| Mary Hanna                                                        | individueel | 24e       | Grand Prix test: 24e met 65,76% Grand Prix special: 23e met 64,33%                                                                                    |
| Eventing                                                          |             |           | |
| Nikki Bishop                                                      | individueel | DNF       | dressuur: 3e met 40 strafpunten crosscountry: niet gefinisht                                                                                          |
| David Green                                                       | individueel | DNF       | dressuur: 8e met 45,8 strafpunten crosscountry: niet gefinisht                                                                                        |
| Andrew Hoy                                                        | individueel | 11e       | dressuur: 29e met 63,4 strafpunten crosscountry: 14e met 49,2 strafpunten springconcours: 1e met 0 strafpunten totaal: 112,60 strafpunten             |
| Phillip Dutton Andrew Hoy Gillian Rolton Wendy Schaeffer          | team        | Goud      | dressuur: 6e met 156,40 punten strafpunten crosscountry: 1e met 27,29 strafpunten springconcours: 6e met 20,25 strafpunten totaal: 203,85 strafpunten |
| Springconcours                                                    |             |           | |
| David Cooper                                                      | individueel | 71e       | 1e ronde: 77e met 24,00 strafpunten 2e ronde: 74e met 40,25 strafpunten 3e ronde: 66e met 24 strafpunten totaal: 88,25 strafpunten                    |
| Russell Johnstone                                                 | individueel | 61e       | 1e ronde: 59e met 12,00 strafpunten 2e ronde: 68e met 24 strafpunten 3e ronde: 47e met 12 strafpunten totaal: 48 strafpunten                          |
| Jennifer Parlevliet                                               | individueel | DSQ       | 1e ronde: 40e met 5,75 strafpunten 2e ronde: 73e met 37 strafpunten                                                                                   |
| Vicki Roycroft                                                    | individueel | 55e       | 1e ronde: 41e met 8,00 strafpunten 2e ronde: 57e met 16 strafpunten 3e ronde: 57e met 16 strafpunten totaal: 40 strafpunten                           |
| David Cooper Russell Johnstone Jennifer Parlevliet Vicki Roycroft | team        | 19e       | 1e ronde: 18e met 77 strafpunten 2e ronde: 17e met 52 strafpunten totaal: 129 strafpunten                                                             |

### Roeien
| Olympiër | Discipline             | Resultaat | Prestatie                                                                                                |
| --- | ---------------------- | --------- | --- |
| David Cameron | skiff (m)              | 13e       | serie 2: 3e in 7.53,55 herkansingen: 3e in 7.49,24 halve finale 3: 1e in 7.25,38 finale C: 1e in 7.30,55 |
| Anthony Edwards Kaylynn Hick                                                                                               | lichte dubbel-twee (m) | Brons     | serie 4: 1e in 6.49,95 halve finale 2: 2e in 6.29,27 finale: 3e in 6.26,69                               |
| Peter Antonie Jason Day | dubbel-twee (m)        | 8e        | serie 1: 3e in 6.50,15 halve finale 2: 4e in 6.39,49 finale B: 2e in 6.19,25                             |
| Robert Scott David Weightman                                                                                               | twee-zonder (m)        | Zilver    | serie 3: 1e in 6.46,12 halve finale 1: 1e in 6.46,43 finale: 2e in 6.21,02                               |
| Duncan Free Bo Hanson Janusz Hooker Ron Snook                                                                              | dubbel-vier (m)        | Brons     | serie 1: 1e in 6.05,60 halve finale 1: 2e in 5.58,41 finale: 3e in 6.01,65                               |
| David Belcher Simon Burgess Haimish Karrasch Gary Lynagh                                                                   | lichte vier-zonder (m) | 6e        | serie 1: 1e in 6.05,60 halve finale 1: 2e in 5.58,41 finale: 3e in 6.01,65                               |
| Drew Ginn Nick Green Mike McKay James Tomkins                                                                              | Vier-zonder (m)        | Goud      | serie 3: 1e in 6.15,05 halve finale 1: 3e in 6.09,95 finale: 1e in 6.06,37                               |
| Ben Dodwell Jaime Fernandez Brett Hayman Rob Jahrling Nick Porzig Geoff Stewart James Stewart Robert Walker Richard Wearne | acht (m)               | 6e        | serie 1: 3e in 5.46,83 herkansingen: 2e in 5.31,33 finale: 6e in 5.58,82                                 |
| |                        |           | |
| Rebecca Joyce Virginia Lee                                                                                                 | lichte dubbel-twee (v) | Brons     | serie 2: 1e in 7.33,16 halve finale 2: 1e in 7.17,67 finale: 3e in 7.16,56                               |
| Marina Hatzakis Bronwyn Roye                                                                                               | Dubbel-twee (v)        | 4e        | serie 2: 1e in 7.20,10 halve finale 1: 3e in 7.15,58 finale: 4e in 7.01,26                               |
| Kate Slatter Megan Still                                                                                                   | twee-zonder (v)        | Goud      | serie 1: 1e in 7.26,92 halve finale 1: 2e in 7.32,47 finale: 1e in 7.01,9 (OB)                           |
| Marina Hatzakis Sally Newmarch Jane Robinson Bronwyn Roye                                                                  | dubbel-vier (v)        | 9e        | serie 1: 4e in 6.48,58 herkansingen: 3e in 6.16,85                                                       |
| Alison Davies Gina Douglas Bruce Hick Carmen Klomp Jennifer Luff Anna Ozolins Amy Safe Bronwyn Thompson Karina Wieland     | acht (v)               | 5e        | serie 1: 4e in 6.35,69 herkansingen: 4e in 6.08,92 finale: 5e in 6.30,10                                 |

### Schermen
| Olympiër     | Discipline | Resultaat | Prestatie                             |
| ------------ | ---------- | --------- | ------------------------------------- |
| Sarah Osvath | degen (v)  | 38e       | 1e ronde: V van GRE Sidiropoulu: 8-15 |

### Schietsport
| Olympiër           | Discipline              | Resultaat | Prestatie                                                                   |
| ------------------ | ----------------------- | --------- | --------------------------------------------------------------------------- |
| Phil Adams         | 50m pistool (m)         | 30e       | kwalificatie: 30e met 552 punten                                            |
| Ben Sandstrom      | 50m pistool (m)         | 35e       | kwalificatie: 35e met 549 punten                                            |
| Pat Murray         | 25m snelvuurpistool (m) | 21e       | kwalificatie: 21e met 575 punten (285-290)                                  |
| Phil Adams         | 10m luchtpistool (m)    | 29e       | kwalificatie: 29e met 574 punten                                            |
| Ben Sandstrom      | 10m luchtpistool (m)    | 29e       | kwalificatie: 29e met 574 punten                                            |
| David Cunningham   | skeet (m)               | 20e       | kwalificatie: 20e met 119 punten (73-46)                                    |
| Craig Meuleman     | skeet (m)               | 20e       | kwalificatie: 20e met 119 punten (69-50)                                    |
| Michael Diamond    | trap (m)                | Goud      | kwalificatie: 1e met 124 punten (74-50) (OR) finale: 1e met 149 punten (OR) |
| Russell Mark       | trap (m)                | 13e       | kwalificatie: 13e met 120 punten (72-48)                                    |
| John Maxwell       | trap (m)                | 4e        | kwalificatie: 4e met 123 punten (75-48) finale: 4e met 146 punten           |
| Steve Haberman     | dubbeltrap (m)          | 17e       | kwalificatie: 17e met 131 punten (46-41-45)                                 |
| Russell Mark       | dubbeltrap (m)          | Goud      | kwalificatie: 1e met 141 punten (47-46-48) (OR) finale: 1e met 189 punten   |
| Bryan Wilson       | lopend doel (m)         | 18e       | kwalificatie: 18e met 560 punten (283-277)                                  |
|                    |                         |           |                                                                             |
| Sue Banks          | 10m luchtgeweer (v)     | 31e       | kwalificatie: 31e met 387 punten                                            |
| Carol Tomcala      | 25m pistool (v)         | 37e       | kwalificatie: 37e met 558 punten (279-279)                                  |
| Annette Woodward   | 25m pistool (v)         | 23e       | kwalificatie: 23e met 573 punten (284-289)                                  |
| Annemarie Forder   | 10m luchtpistool (v)    | 23e       | kwalificatie: 23e met 376 punten                                            |
| Carol Tomcala      | 10m luchtpistool (v)    | 34e       | kwalificatie: 34e met 370 punten                                            |
| Deserie Huddleston | dubbeltrap (v)          | Brons     | kwalificatie: 6e met 103 punten (34-34-35) finale: 3e met 139 punten        |
| Annmaree Roberts   | dubbeltrap (v)          | 7e        | kwalificatie: 7e met 103 punten (35-36-32)                                  |

### Schoonspringen
| Olympiër       | Discipline    | Resultaat | Prestatie                                                                                       |
| -------------- | ------------- | --------- | ----------------------------------------------------------------------------------------------- |
| Russell Butler | 3m plank (m)  | 28e       | voorronde: 28e met 305,79 punten                                                                |
| Michael Murphy | 3m plank (m)  | 6e        | voorronde: 3e met 419,13 punten halve finale: 3e met 639,21 punten finale: 6e met 640,95 punten |
| Tony Lawson    | 10m toren (m) | 28e       | voorronde: 28e met 294,75 punten                                                                |
|                |               |           |                                                                                                 |
| Jodie Rogers   | 3m plank (v)  | 15e       | voorronde: 15e met 242,19 punten halve finale: 15e met 446,37 punten                            |
| Loudy Tourky   | 3m plank (v)  | 19e       | voorronde: 19e met 229,11 punten                                                                |
| Vyninka Arlow  | 10m toren (v) | 19e       | voorronde: 19e met 243,57 punten                                                                |
| Vanessa Baker  | 10m toren (v) | 25e       | voorronde: 25e met 225,84 punten                                                                |

### Softbal
| Olympiër | Discipline | Resultaat | Prestatie |
| --- | ---------- | --------- | --- |
| Jo Brown Kim Cooper Carolyn Crudgington Kerry Dienelt Peta Edebone Tanya Harding Jenny Holliday Joyce Lester Sally McDermid-McCreedy Francine McRae Haylea Petrie Nicole Richardson Melanie Roche Natalie Ward Brooke Wilkins | mannen     | Brons     | groepsfase: 3e V van China: 0-6 W van Chinees Taipei: 4-0 V van Puerto Rico: 0-2 W van Nederland: 1-0 W van Japan: 10-0 W van Verenigde Staten: 2-1 W van Canada: 5-2 halve finale: W van Japan: 3-0 bronzen finale: V van China: 2-4 |

| Groepsfase |                  |             |             |             |        |        |        |        |        |
| #          | Land             | Wedstrijden | Wedstrijden | Wedstrijden | Punten | Punten | Punten | Punten | Punten |
| #          | Land             | G           | W           | V           | RV     | RT     | Saldo  | Ptn    |        |
| 1          | Verenigde Staten | 7           | 6           | 1           | 37     | 7      | +30    | .857   |        |
| 2          | China            | 7           | 5           | 2           | 29     | 7      | +22    | .714   |        |
| 3          | Australië        | 7           | 5           | 2           | 29     | 11     | +18    | .714   |        |
| 4          | Japan            | 7           | 5           | 2           | 24     | 18     | +6     | .714   |        |
| 5          | Canada           | 7           | 3           | 4           | 15     | 18     | -3     | .429   |        |
| 6          | Chinees Taipei   | 7           | 2           | 5           | 19     | 19     | 0      | .286   |        |
| 7          | Nederland        | 7           | 1           | 6           | 4      | 32     | -28    | .143   |        |
| 8          | Puerto Rico      | 7           | 1           | 6           | 5      | 44     | -39    | .143   |        |

| Ronde          | Datum   | Plaats           | Land | Score          | Land |
| -------------- | ------- | ---------------- | ---- | -------------- | ---- |
| Groepsfase     |         |                  |      |                |      |
| 21 juli        | Atlanta | China            | 6-0  | Australië      |      |
| 22 juli        | Atlanta | Australië        | 4-0  | Chinees Taipei |      |
| 23 juli        | Atlanta | Australië        | 0-2  | Puerto Rico    |      |
| 24 juli        | Atlanta | Australië        | 1-0  | Nederland      |      |
| 25 juli        | Atlanta | Australië        | 10-0 | Japan          |      |
| 26 juli        | Atlanta | Verenigde Staten | 1-2  | Australië      |      |
| 27 juli        | Atlanta | Canada           | 2-5  | Australië      |      |
| Halve finale   |         |                  |      |                |      |
| 29 juli        | Atlanta | Australië        | 3-0  | Japan          |      |
| Bronzen finale |         |                  |      |                |      |
| 30 juli        | Atlanta | China            | 4-2  | Australië      |      |

### Tafeltennis
| Olympiër                 | Discipline     | Resultaat | Prestatie                                                                                           |
| ------------------------ | -------------- | --------- | --------------------------------------------------------------------------------------------------- |
| Paul Langley             | enkelspel (m)  | 49e       | groep I: 4e V van KOR Taek-Soo: 0-2 V van HUN Németh: 0-2 V van AUT Yi: 1-2                         |
| Mark Smythe              | enkelspel (m)  | 49e       | groep F: 4e V van CHN Guoliang: 0-2 V van SCG Grujić: 1-2 V van BEL Saive: 0-2                      |
| Paul Langley Russ Lavale | dubbelspel (m) | 25e       | groep A: 4e V van CHN Lin/Tao: 0-2 V van AUT Yi/Qianli: 0-2 V van CRO Atikovic/Primorac: 1-2        |
|                          |                |           | |
| Shirley Zhou             | enkelspel (v)  | 33e       | groep M: 3e V van HUN Bátorfi: 0-2 V van ITA Abbate-Bulatova: 0-2 W van INA Pratiwi Dipoyaniti: 2-0 |
| Shirley Zhou Stella Zhou | dubbelspel (v) | 25e       | groep E: 4e V van TPE Chiu-tan/Jing: 1-2 V van HUN Bátorfi/Tóth: 0-2 V van PRK Hyang/Mi: 1-2        |

### Tennis
| Olympiër                       | Discipline     | Resultaat | Prestatie |
| ------------------------------ | -------------- | --------- | --- |
| Mark Philippoussis             | enkelspel (m)  | 9e        | 1e ronde: W van NED Haarhuis: 7-6(4), 7-6(2) 2e ronde: W van ZIM Black: 6-4, 6-2 3e ronde: V van BRA Meligeni: 6-7(7), 6-4, 6-8 |
| Jason Stoltenberg              | enkelspel (m)  | 17e       | 1e ronde: W van NGR Lapido: 7-6(4), 6-3 2e ronde: V van DEN Carlsen: 2-6, 6-3, 3-6 |
| Todd Woodbridge                | enkelspel (m)  | 9e        | 1e ronde: W van NED Siemerink: 6-2, 6-4 2e ronde: W van GBR Henman: 7-6(6), 7-6(5) 3e ronde: V van RSA Ferreira: 6-7(3), 6-7(5) |
| Todd Woodbridge/Mark Woodforde | dubbelspel (m) | Goud      | 1e ronde: W van FRA Boetsch/Raoux: 6-2, 3-6, 6-3 2e ronde: W van IND Bhupathi/Paes: 4-6, 6-2, 6-2 kwartfinale: W van ESP Bruguera/Carbonell: 6-4, 6-1 halve finale: W van NED Eltingh/Haarhuis: 6-2, 5-7, 18-16 finale: W van GBR Broad/Henman: 6-4, 6-4, 6-2 |
|                                |                |           | |
| Rachel McQuillan               | enkelspel (v)  | 33e       | 1e ronde: V van RSA Coetzer: 4-6, 6-7(5) |
| Nicole Provis                  | enkelspel (v)  | 33e       | 1e ronde: V van CRO Majoli: 6-3, 3-6, 4-6 |
| Rennae Stubbs                  | enkelspel (v)  | 33e       | 1e ronde: V van BUL Maleeva: 2-6, 1-6 |
| Nicole Provis Rennae Stubbs    | dubbelspel (v) | 17e       | 1e ronde: V van CHN Li-Ling/Yi Jingqian: walk-over |

### Voetbal

#### Mannen
| Olympiër | Discipline | Resultaat | Prestatie                                                                      |
| --- | ---------- | --------- | ------------------------------------------------------------------------------ |
| Paul Agostino Ross Aloisi Mark Babić Luke Casserly Steve Corica Robert Enes Hayden Foxe Steve Horvat Frank Jurić Goran Lozanovski Ante Morić Kevin Muscat Michael Petković Joe Spiteri Danny Tiatto Peter Tsekenis Aurelio Vidmar Mark Viduka | mannen     | 13e       | groepsfase: 3e V van Frankrijk: 0-2 W van Saoedi-Arabië: 2-1 V van Spanje: 2-3 |

| Groep B |               |             |             |             |             |            |            |            |        |
| #       | Land          | Wedstrijden | Wedstrijden | Wedstrijden | Wedstrijden | Doelpunten | Doelpunten | Doelpunten | Punten |
| #       | Land          | G           | W           | G           | V           | V          | T          | Saldo      | Punten |
| 1       | Frankrijk     | 3           | 2           | 1           | 0           | 5          | 2          | +3         | 7      |
| 2       | Spanje        | 3           | 2           | 1           | 0           | 5          | 3          | +2         | 7      |
| 3       | Australië     | 3           | 1           | 0           | 2           | 4          | 6          | -2         | 3      |
| 4       | Saoedi-Arabië | 3           | 0           | 0           | 3           | 2          | 5          | -3         | 0      |

| Ronde      | Datum   | Plaats    | Land | Score         | Land |
| ---------- | ------- | --------- | ---- | ------------- | ---- |
| Groepsfase |         |           |      |               |      |
| 20 juli    | Atlanta | Frankrijk | 2-0  | Australië     |      |
| 22 juli    | Atlanta | Australië | 2-1  | Saoedi-Arabië |      |
| 24 juli    | Atlanta | Spanje    | 3-2  | Australië     |      |

### Volleybal
| Olympiër                         | Discipline | Resultaat | Prestatie |
| Beach                            | Beach      | Beach     | Beach |
| -------------------------------- | ---------- | --------- | --- |
| Julien Prosser Lee Zahner        | beach (m)  | 9e        | 1e ronde: W van Canada: 15-9 2e ronde: V van Verenigde Staten: 10-15 5-17e plek: W van Nieuw-Zeeland: 15-8 5-13e plek: W van Frankrijk: 15-13 5-9e plek: V van Cuba: 6-15                                                   |
|                                  |            |           | |
| Liane Fenwick Anita Spring       | beach (v)  | 7e        | 1e ronde: vrij 2e ronde: W van Japan: 15-10 3e ronde: V van Brazilië: 13-15 5-9e plek: W van Groot-Brittannië: 15-12 5-7e plek: V van Verenigde Staten: 6-15                                                                |
| Natalie Cook Kerri-Ann Pottharst | beach (v)  | Brons     | 1e ronde: vrij 2e ronde: W van Groot-Brittannië: 15-4 3e ronde: W van Verenigde Staten: 15-7 4e ronde: W van Verenigde Staten: 15-13 halve finale: V van Brazilië: 3-15 bronzen finale: W van Verenigde Staten: 12-11, 12-7 |

### Wielersport
| Olympiër                                                    | Discipline                    | Resultaat | Prestatie |
| Baan                                                        | Baan                          | Baan      | Baan |
| ----------------------------------------------------------- | ----------------------------- | --------- | --- |
| Darryn Hill                                                 | sprint (m)                    | 5e        | kwalificatie: 6e in 10,329 1e ronde: W van JPN Kamiyama: 11,192 2e ronde: W van USA Clay: 10,811 3e ronde: W van CZE Buran: 11,008 kwartfinale: V van USA Nothstein: 0-2 5-8e plek: 1e in 11,072                                                          |
| Gary Neiwand                                                | sprint (m)                    | 4e        | kwalificatie: 1e in 10,129 1e ronde: W van BOL Arroyo: 11,191 2e ronde: W van GRE Vissilopoulos: 11,249 3e ronde: W van FRA Magné: 11,625 kwartfinale: W van GER Pokorny: 2-0 halve finale: V van GER Fiedler: 0-2 bronzen finale: V van CAN Harnett: 0-2 |
| Brett Aitken Stuart O'Grady Timothy O'Shannessey Dean Woods | ploegenachtervolging (m)      | Brons     | kwalificatie: 3e in 4.09,750 kwartfinale 2: W van Verenigde Staten: 4.09,650 halve finale: V van Rusland: 4.07,570 |
| Shane Kelly                                                 | tijdrit (m)                   | 20e       | niet gefinisht |
| Brad McGee                                                  | individuele achtervolging (m) | Brons     | kwalificatie: 5e in 4.27,954 kwartfinale 1: W van ESP Martinez: 4.24,943 halve finale 2: V van ITA Collinelli: 4.26,121 |
| Stuart O'Grady                                              | puntenkoers (m)               | Brons     | 25 punten |
|                                                             |                               |           | |
| Michelle Ferris                                             | sprint (v)                    | Zilver    | kwalificatie: 1e in 11,212 (OR) 1e ronde: W van NZL Wynd: 11,932 kwartfinale 1: W van CHN Wang: 2-0 halve finale 1: W van NED Haringa: 2-0 finale: V van FRA Ballanger: 0-2                                                                               |
| Kathy Watt                                                  | individuele achtervolging (v) | 8e        | kwalificatie: 8e in 3.43,658 kwartfinale 4: V van ITA Bellutti: gedubbeld |
| Lucy Tyler-Sharman                                          | puntenkoers (v)               | Brons     | 17 punten |
| Mountainbike                                                |                               |           | |
| Cadel Evans                                                 | mannen                        | 9e        | 2:26.15 |
| Rob Woods                                                   | mannen                        | 16e       | 2:33.14 |
|                                                             |                               |           | |
| Mary Grigson                                                | vrouwen                       | 15e       | 2:02.38 |
| Weg                                                         |                               |           | |
| Patrick Jonker                                              | tijdrit (m)                   | 8e        | 1:06.54 |
| Stephen Hodge                                               | tijdrit (m)                   | 23e       | 1:09.59 |
| Patrick Jonker                                              | wegwedstrijd (m)              | 102e      | 4:56.53 |
| Stephen Hodge                                               | wegwedstrijd (m)              | 98e       | 4:56.53 |
| Damian McDonald                                             | wegwedstrijd (m)              | 65e       | 4:56.47 |
| Robbie McEwen                                               | wegwedstrijd (m)              | 23e       | 4:56.44 |
| Neil Stephens                                               | wegwedstrijd (m)              | 19e       | 4:56.34 |
|                                                             |                               |           | |
| Kathy Watt                                                  | tijdrit (v)                   | 4e        | 37.53 |
| Anna Wilson                                                 | tijdrit (v)                   | 10e       | 38.50 |
| Tracey Watson-Gaudry                                        | wegwedstrijd (v)              | 39e       | 2:42.35 |
| Kathy Watt                                                  | wegwedstrijd (v)              | 9e        | 2:37.06 |
| Anna Wilson                                                 | wegwedstrijd (v)              | 17e       | 2:37.06 |

### Worstelen
| Olympiër        | Discipline  | Resultaat   | Prestatie                                                                                                |
| Vrije stijl     | Vrije stijl | Vrije stijl | Vrije stijl                                                                                              |
| --------------- | ----------- | ----------- | --- |
| Greg Fitzgerald | -52kg (m)   | 18e         | 1e ronde: V van FRA Legrand: 0-10 2e ronde: V van CAN Woodcroft: 0-6                                     |
| Cory O'Brien    | -57kg (m)   | 19e         | 1e ronde: V van BUL Barzakov: 0-10 2e ronde: V van CUB Puerto: 1-9                                       |
| Len Zaslavsky   | -62kg (m)   | 15e         | 1e ronde: V van ITA Schillaci: 0-10 2e ronde: W van CAM Chamroeun: 9-0 3e ronde: V van UZB Islamov: 0-10 |
| Richard Weiss   | -68kg (m)   | 16e         | 1e ronde: V van CAN Robert: 2-12 2e ronde: vrij 3e ronde: V van IRI Fallah: 0-5                          |
| Rein Ozoline    | -74kg (m)   | 17e         | 1e ronde: V van MKD Verhušin: 7-15 2e ronde: V van CAN Hohl: 5-11                                        |
| Cris Brown      | -82kg (m)   | 19e         | 1e ronde: V van MDA Jabrailov: 0-10 2e ronde: V van BUL Penev: 2-8                                       |
| Bob Renney      | -90kg (m)   | 18e         | 1e ronde: V van GER Balz: 1-11 2e ronde: V van PAK Bhola Bhala: 3-7                                      |
| Ben Vincent     | -100kg (m)  | 18e         | 1e ronde: V van POL Garmulewicz: 0-11 2e ronde: vrij 3e ronde: V van BLR Kovalevsky: 0-10                |
| Mick Pikos      | -130kg (m)  | 16e         | 1e ronde: V van GEO Tumanidze: 0-8 2e ronde: V van GRE Bourdoulis: 0-6                                   |

### Zeilen
| Olympiër                                   | Discipline  | Resultaat | Prestatie                                     |
| ------------------------------------------ | ----------- | --------- | --------------------------------------------- |
| Brendan Todd                               | mistral (m) | 8e        | 48 punten: (11-2-8-7-9-10-3-9-20)             |
| Paul McKenzie                              | finn (m)    | 6e        | 67 punten: (9-28-14-20-1-17-13-3-3-7)         |
| Tom King Owen McMahon                      | 470 (m)     | 23e       | 149 punten: (19-12-20-26-27-16-7-PMS-25-17-7) |
|                                            |             |           |                                               |
| Natasha Sturges                            | mistral (v) | 9e        | 48 punten: (12-10-3-3-12-4-10-11-7)           |
| Christine Bridge                           | europe (v)  | 11e       | 86 punten: (16-10-22-12-4-5-13-6-15-10-11)    |
| Addy Bucek Jenny Lidgett                   | 470 (v)     | 8e        | 64 punten: (7-9-7-4-19-16-15-3-5-9-5)         |
|                                            |             |           |                                               |
| Michael Blackburn                          | laser       | 4e        | 48 punten: (5-6-622-10-22-5-4-7-4-1)          |
| Mitch Booth Andrew Landenberger            | tornado     | Zilver    | 42 punten: (1-5-6-2-14-17-1-1-PMS-2-10)       |
| Colin Beashel David Giles                  | star        | Brons     | 32 punten: (11-1-1-1-8-3-2-7-9-PMS)           |
| Matt Hayes Steven Jarvin Stephen McConaghy | soling      | 12e       | 70 punten: (10-13-5-14-PMS-6-2-14-6DSQ)       |

### Zwemmen
| Olympiër                                                                                           | Discipline            | Resultaat | Prestatie                                       |
| -------------------------------------------------------------------------------------------------- | --------------------- | --------- | ----------------------------------------------- |
| Chris Fydler                                                                                       | 50m vrije slag (m)    | 18e       | serie 9: 6e in 22,98                            |
| Chris Fydler                                                                                       | 100m vrije slag (m)   | 13e       | serie 7: 3de in 50,27 finale B: 5e in 50,31     |
| Daniel Kowalski                                                                                    | 200m vrije slag (m)   | Brons     | serie 6: 2e in 1.48,92 finale: 3e in 1.48,25    |
| Michael Klim                                                                                       | 200m vrije slag (m)   | 10e       | serie 6: 3de in 1.49,17 finale B: 2e in 1.49,50 |
| Malcolm Allen                                                                                      | 400m vrije slag (m)   | 13e       | serie 5: 5e in 3.54,34 finale B: 5e in 3.55,48  |
| Daniel Kowalski                                                                                    | 400m vrije slag (m)   | Brons     | serie 3: 1e in 3.51,67 finale: 3e in 3.49,39    |
| Daniel Kowalski                                                                                    | 1500m vrije slag (m)  | Zilver    | serie 4: 1e in 15.12,55 finale: 2e in 15.02,43  |
| Kieren Perkins                                                                                     | 1500m vrije slag (m)  | Goud      | serie 5: 4e in 15.21,42 finale: 1e in 14.56,40  |
| Steven Dewick                                                                                      | 100m rugslag (m)      | 15e       | serie 6: 6e in 56,35 finale B: 7e in 56,82      |
| Steven Dewick                                                                                      | 200m rugslag (m)      | 23e       | serie 6: 5e in 2.04,46                          |
| Phil Rogers                                                                                        | 100m schoolslag (m)   | 15e       | serie 5: 2e in 1.01,80 finale: 5e in 1.01,64    |
| Ryan Mitchell                                                                                      | 200m schoolslag (m)   | 11e       | serie 3: 3e in 2.15,31 finale B: 3e in 2.15,63  |
| Phil Rogers                                                                                        | 200m schoolslag (m)   | 5e        | serie 4: 2e in 2.14,97 finale: 5e in 2.14,79    |
| Michael Klim                                                                                       | 100m vlinderslag (m)  | 6e        | serie 7: 3e in 53,42 finale: 6e in 53,30        |
| Scott Miller                                                                                       | 100m vlinderslag (m)  | Zilver    | serie 7: 1e in 52,89 (OR) finale: 2e in 52,53   |
| Scott Miller                                                                                       | 200m vlinderslag (m)  | 5e        | serie 5: 2e in 1.58,97 finale: 5e in 1.58,28    |
| Scott Goodman                                                                                      | 200m vlinderslag (m)  | Brons     | serie 5: 1e in 1.57,77 finale: 3e in 1.57,48    |
| Simon Coombs                                                                                       | 200m wisselslag (m)   | 28e       | serie 4: 6e in 2.07,31                          |
| Matthew Dunn                                                                                       | 200m wisselslag (m)   | 5e        | serie 3: 2e in 2.01,44 finale: 5e in 2.01,57    |
| Matthew Dunn                                                                                       | 400m wisselslag (m)   | 4e        | serie 3: 1e in 4.19,51 finale: 4e in 4.16,66    |
| Trent Steed                                                                                        | 400m wisselslag (m)   | 15e       | serie 3: 3e in 4.24,39 finale B: 7e in 4.29,35  |
| Matthew Dunn Chris Fydler Michael Klim Scott Logan                                                 | 4x100m vrije slag (m) | 6e        | serie 2: 3e in 3.20,88 finale: 6e in 3.20,13    |
| Malcolm Allen Matthew Dunn Glen Housman Michael Klim Daniel Kowalski Kieren Perkins Ian Vander-Wal | 4x200m vrije slag (m) | 4e        | serie 2: 2e in 7.23,24 finale: 4e in 7.18,47    |
| Steven Dewick Toby Haenen Michael Klim Scott Miller Phil Rogers                                    | 4x100m wisselslag (m) | Brons     | serie 2: 1e in 3.41,30 finale: 3e in 3.39,56    |
| |                       |           |                                                 |
| Sarah Ryan                                                                                         | 50m vrije slag (m)    | 20e       | serie 5: 6e in 26,34                            |
| Karen Van Wirdum                                                                                   | 50m vrije slag (m)    | 15e       | serie 5: 4e in 25,88 finale B: 7e in 26,17      |
| Sarah Ryan                                                                                         | 100m vrije slag (m)   | 6e        | serie 5: 3e in 56,07 finale: 6e in 55,85        |
| Julia Greville                                                                                     | 200m vrije slag (m)   | 7e        | serie 5: 4e in 2.00,44 finale: 7e in 2.01,46    |
| Susie O'Neill                                                                                      | 200m vrije slag (m)   | 5e        | serie 4: 1e in 2.00,89 finale: 5e in 1.59,87    |
| Emma Johnson                                                                                       | 400m vrije slag (m)   | 12e       | serie 3: 3e in 4.14,13 finale B: 4e in 4.15,79  |
| Hayley Lewis                                                                                       | 400m vrije slag (m)   | 15e       | serie 3: 5e in 4.17,02 finale B: 7e in 4.16,92  |
| Emma Johnson                                                                                       | 400m vrije slag (m)   | 11e       | serie 4: 5e in 8.45,79                          |
| Stacey Gartrell                                                                                    | 400m vrije slag (m)   | 13e       | serie 4: 3e in 8.42,39                          |
| Elli Overton                                                                                       | 100m rugslag (m)      | 14e       | serie 5: 6e in 1.03,88 finale B: 6e in 1.03,69  |
| Nicole Livingstone-Stevenson                                                                       | 100m rugslag (m)      | 7e        | serie 3: 1e in 1.02,50 finale: 7e in 1.02,70    |
| Nicole Livingstone-Stevenson                                                                       | 200m rugslag (m)      | 18e       | serie 4: 7e in 2.16,71                          |
| Helen Denman                                                                                       | 100m schoolslag (m)   | 11e       | serie 4: 5e in 1.10,64 finale B: 3e in 1.10,26  |
| Sam Riley                                                                                          | 100m schoolslag (m)   | Brons     | serie 5: 2e in 1.09,37 finale: 3e in 1.09,18    |
| Nadine Neumann                                                                                     | 200m schoolslag (m)   | 6e        | serie 5: 3e in 2.29,91 finale: 6e in 2.28,34    |
| Sam Riley                                                                                          | 200m schoolslag (m)   | 4e        | serie 6: 1e in 2.28,30 finale: 4e in 2.27,91    |
| Angela Kennedy                                                                                     | 100m vlinderslag (m)  | 18e       | serie 5: 7e in 1.01,89                          |
| Susie O'Neill                                                                                      | 100m vlinderslag (m)  | 5e        | serie 5: 2e in 1.00,55 finale: 5e in 1.00,17    |
| Susie O'Neill                                                                                      | 200m vlinderslag (m)  | Goud      | serie 5: 1e in 2.09,46 finale: 1e in 2.07,76    |
| Petria Thomas                                                                                      | 200m vlinderslag (m)  | Zilver    | serie 3: 1e in 2.10,64 finale: 2e in 2.09,82    |
| Emma Johnson                                                                                       | 200m wisselslag (m)   | 17e       | serie 6: 4e in 2.17,02                          |
| Elli Overton                                                                                       | 200m wisselslag (m)   | 5e        | serie 6: 1e in 2.15,81 finale: 5e in 2.16,04    |
| Emma Johnson                                                                                       | 400m wisselslag (m)   | 5e        | serie 4: 2e in 4.43,45 finale: 5e in 4.44,02    |
| Elli Overton                                                                                       | 400m wisselslag (m)   | 14e       | serie 2: 4e in 4.49,82 finale B: 6e in 4.50,73  |
| Julia Greville Lise Mackie Susie O'Neill Sarah Ryan Anna Windsor                                   | 4x100m vrije slag (v) | 6e        | serie 1: 2e in 3.47,94 finale: 6e in 3.45,31    |
| Julia Greville Emma Johnson Lise Mackie Susie O'Neill Nicole Livingstone-Stevenson                 | 4x200m vrije slag (v) | Brons     | serie 3: 2e in 8.09,33 finale: 3e in 8.05,47    |
| Helen Denman Angela Kennedy Sam Riley Sarah Ryan Susie O'Neill Nicole Livingstone-Stevenson        | 4x100m wisselslag (v) | Zilver    | serie 3: 1e in 4.08,87 finale: 2e in 4.05,08    |

Afghanistan · Albanië · Algerije · Amerikaanse Maagdeneilanden · Amerikaans-Samoa · Andorra · Angola · Antigua‑Barbuda · Argentinië · Armenië · Aruba · Australië · Azerbeidzjan · Bahama's · Bahrein · Bangladesh · Barbados · België · Belize · Benin · Bermuda · Bhutan · Bolivia · Bosnië en Herzegovina · Botswana · Brazilië · Britse Maagdeneilanden · Brunei · Bulgarije · Burkina Faso · Burundi · Cambodja · Canada · Centraal-Afrikaanse Republiek · Chili · China · Chinees Taipei · Colombia · Comoren · Congo-Brazzaville · Cookeilanden · Costa Rica · Cuba · Cyprus · Denemarken · Djibouti · Dominica · Dominicaanse Republiek · Duitsland · Ecuador · Egypte · El Salvador · Equatoriaal-Guinea · Estland · Ethiopië · Fiji · Filipijnen · Finland · Frankrijk · Gabon · Gambia · Georgië · Ghana · Grenada · Griekenland · Groot-Brittannië · Guam · Guatemala · Guinee · Guinee-Bissau · Guyana · Haïti · Honduras · Hongarije · Hongkong · Ierland · IJsland · India · Indonesië · Irak · Iran · Israël · Italië · Ivoorkust · Jamaica · Japan · Jemen · Joegoslavië · Jordanië · Kaaimaneilanden · Kaapverdië · Kameroen · Kazachstan · Kenia · Kirgizië · Koeweit · Kroatië · Laos · Lesotho · Letland · Libanon · Liberia · Libië · Liechtenstein · Litouwen · Luxemburg ·  Macedonië · Madagaskar · Malawi · Malediven · Maleisië · Mali · Malta · Marokko · Mauritanië · Mauritius · Mexico · Moldavië · Monaco · Mongolië · Mozambique · Myanmar · Namibië · Nauru · Nederland · Nederlandse Antillen · Nepal · Nicaragua · Nieuw-Zeeland · Niger · Nigeria · Noord-Korea · Noorwegen · Oeganda · Oekraïne · Oezbekistan · Oman · Oostenrijk · Pakistan · Palestina · Panama · Papoea-Nieuw-Guinea · Paraguay · Peru · Polen · Portugal · Puerto Rico · Qatar · Roemenië · Rusland · Rwanda · Saint Kitts en Nevis · Saint Lucia · Saint Vincent en Grenadines · Salomonseilanden · Samoa · San Marino · Sao Tomé en Principe · Saoedi-Arabië · Senegal · Seychellen · Sierra Leone · Singapore · Slovenië · Slowakije · Soedan · Somalië · Spanje · Sri Lanka · Suriname · Swaziland · Syrië · Tadzjikistan · Tanzania · Thailand · Togo · Tonga · Trinidad en Tobago · Tsjaad · Tsjechië · Tunesië · Turkije · Turkmenistan · Uruguay · Vanuatu · Venezuela · Verenigde Arabische Emiraten · Verenigde Staten · Vietnam · Wit-Rusland · Zaïre · Zambia · Zimbabwe · Zuid-Afrika · Zuid-Korea · Zweden · Zwitserland